# Léon Simon
Pour les articles homonymes, voir Simon.
Ne pas confondre avec le mathématicien australien Leon Simon.
 (juin 2017).
Si vous disposez d'ouvrages ou d'articles de référence ou si vous connaissez des sites web de qualité traitant du thème abordé ici, merci de compléter l'article en donnant les références utiles à sa vérifiabilité et en les liant à la section « Notes et références ».
Léon Simon (1836-1910), est un dessinateur et peintre de paysage français. Léon Simon est surtout connu pour ses fusains et par la qualité de ses aquarelles.

## Biographie
Léon Simon naît le 14 juin 1836 à Metz. Prénommé Jean-Baptiste Léon, il est le fils de François Simon et de son épouse, née Marie-Joséphine Alexandre. 
Il fait ses études classiques à la pension Lecomte puis les termine au Lycée de Metz. Tout en s'occupant, avec son père du commerce familiale, il se livre assidûment à des études artistiques.
Il participe à l'École de Metz où il se forme sous la direction d'Auguste Hussenot et d'Auguste Migette .
Émile Michel et Émile Faivre l'aidèrent de leurs conseils et lorsqu'il eut adopté principalement le dessin au fusain, il fréquenta, à Paris, les ateliers de Maxime Lalanne et d'Auguste Allongé.
Léon Simon meurt le  23 novembre 1910 à Vandelainville en Meurthe-et-Moselle où il repose au cimetière de l'Est.

## Carrière artistique
Il débute au Salon de Paris de 1867. Ensuite, Léon Simon est nommé professeur de dessin à Metz. Familier du château de Colombey, il expose de son vivant des dessins et des fusains.
De 1864 à 1869, il produisit un peu de peinture mais il l'abandonna complètement pour le travail au fusain et à l'aquarelle, technique dans laquelle il a produit une soixantaine d'œuvres aujourd'hui, en grande partie dispersées dans des collections particulières.

## Salons et expositions

### De son vivant[1]

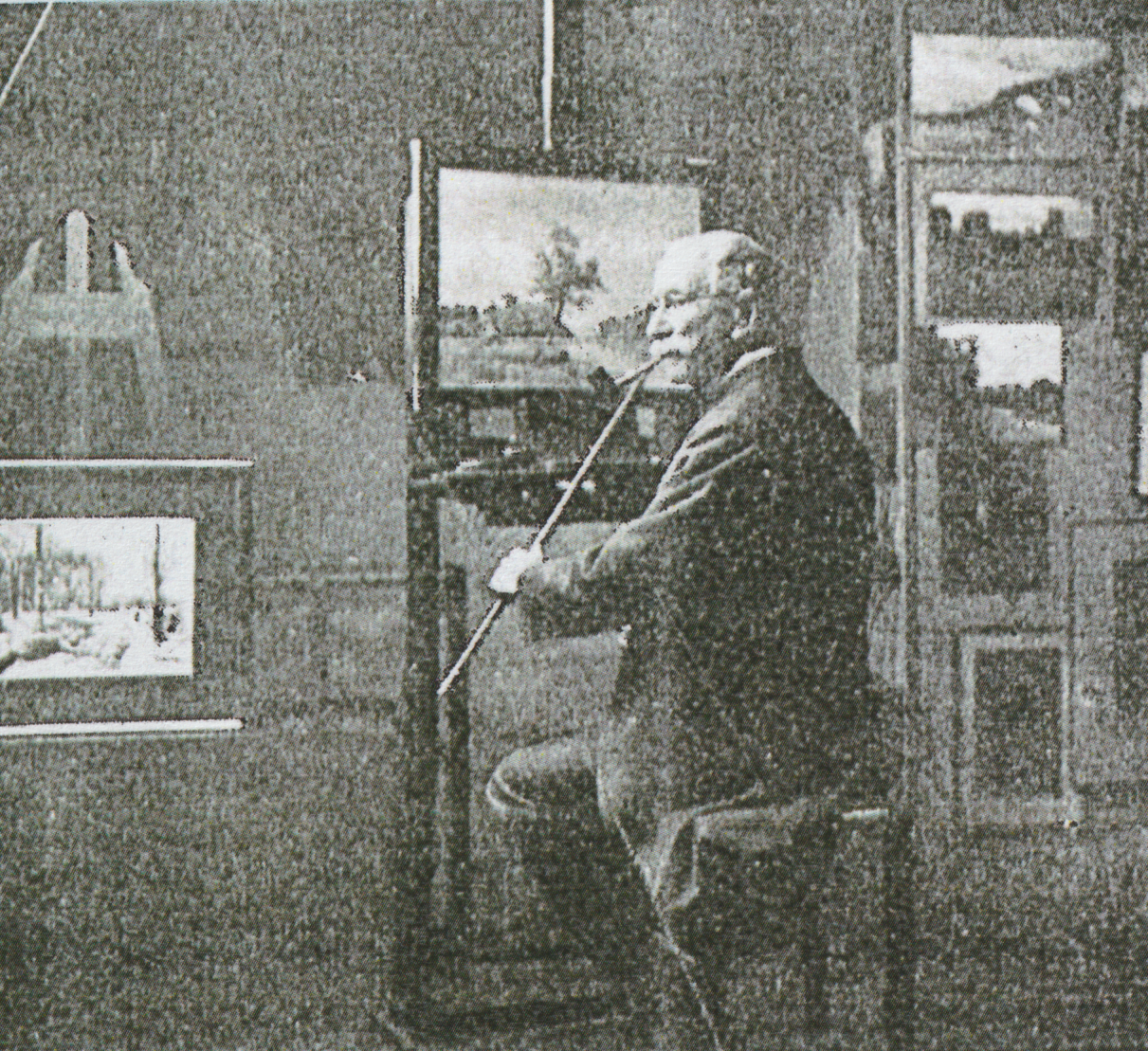
Portrait photographique de Léon Simon dans son atelier.

- Portrait photographique de Léon Simon dans son atelier.1861 - Exposition de Metz - Œuvres exposées : Un soir (fusain), La Basse Montigny (fusain) ; mention honorable du jury.
- 1867 - Salon de Paris - Œuvre exposée : Forêt de Waldeck.
- 1868 - Salon de Paris - Œuvres exposées : 'Un chemin creux aux environs de Metz et Environs d'Haspelcheidt.
- 1869 - Salon de Paris - Œuvres exposées : Une Mare près de Metz' et Rochers de Sainte Odile.
- 1870 - Salon de Paris - Œuvres exposées : Les bords de la Seille et Lisière d'un bois.
- 1872 - Salon de Paris - Œuvre exposée : Inondation de la Seille.
- 1873 - Salon de Paris - Œuvre exposée : Bois de Colombey.
- 1874 - Salon de Paris - Œuvres exposées : Les bords de la Seille, Le bras mort de la Moselle à Longeville et Le parc de La Grange aux Ormes.
- 1875 - Salon de Paris - Œuvre exposée : Mare en sous bois près de près de Coincy.
- 1876 - Salon de Paris - Œuvres exposées : Sous bois à Colombey et Ruisseau d'Aubigny.
- 1877 - Salon de Paris - Œuvres exposées : Malroy, A Montigny, Moulin de Martué et Bois des moines près de Briey.
- 1878 - Salon de Paris - Œuvres exposées : Un coin de parc à Sommedieue et A Saulny près de Metz.
- 1879 - Salon de Paris - Œuvre exposée : Ravin de Mainbottel.
- 1880 - Salon de Paris - Œuvres exposées : Près de Montigny lés Metz, Un coin de parc à Plantières et Saussaie à Longeville.
- 1881 - Salon de Paris - Œuvres exposées : L'orne à Richemont, Sous bois à Maizery, Ruisseau de la Chenau de Belle Tanche et Moulin abandonné près de Corny.

## Œuvre

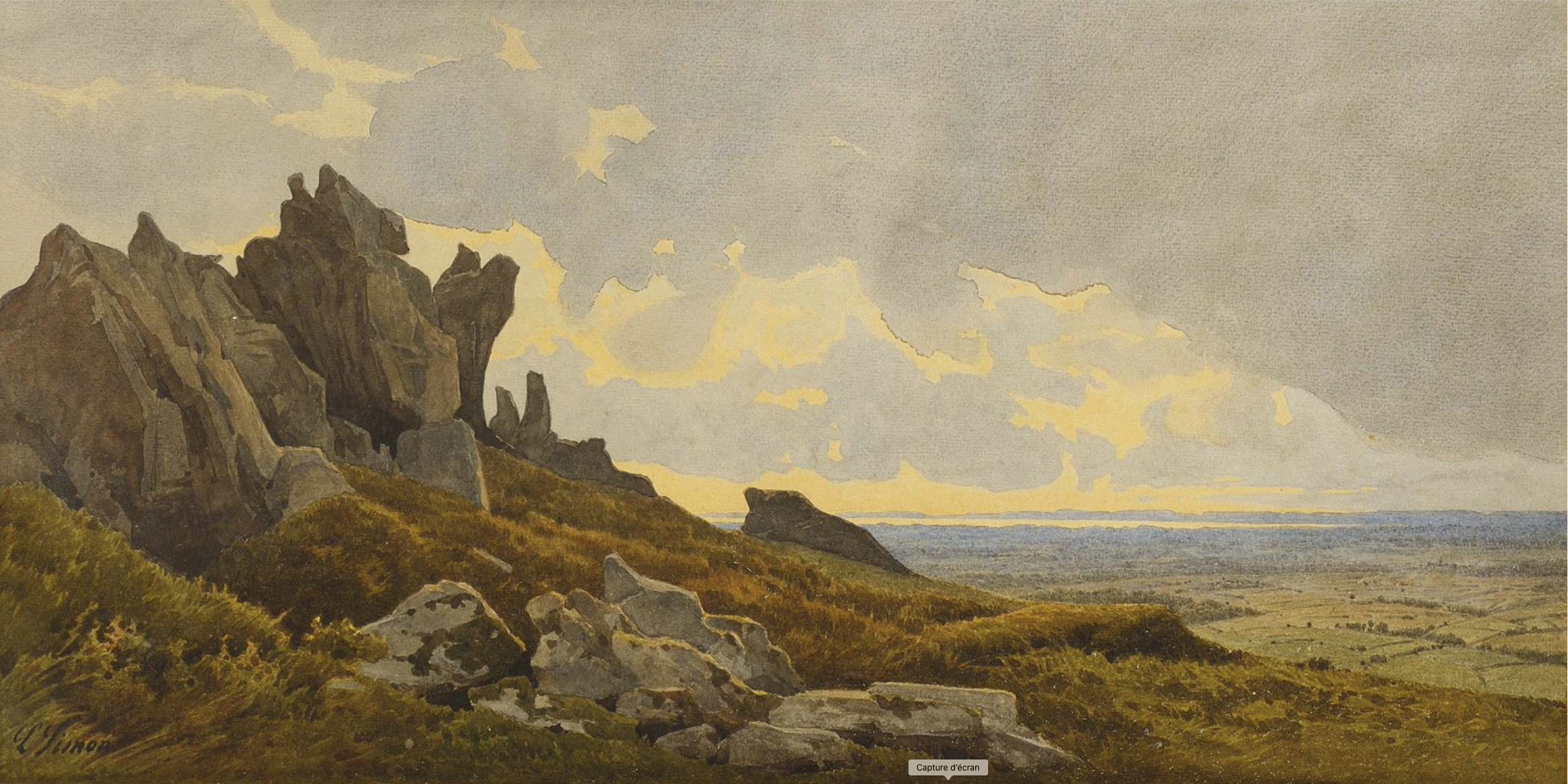
Léon Simon - Roc'h Trevezel et Rade de Brest

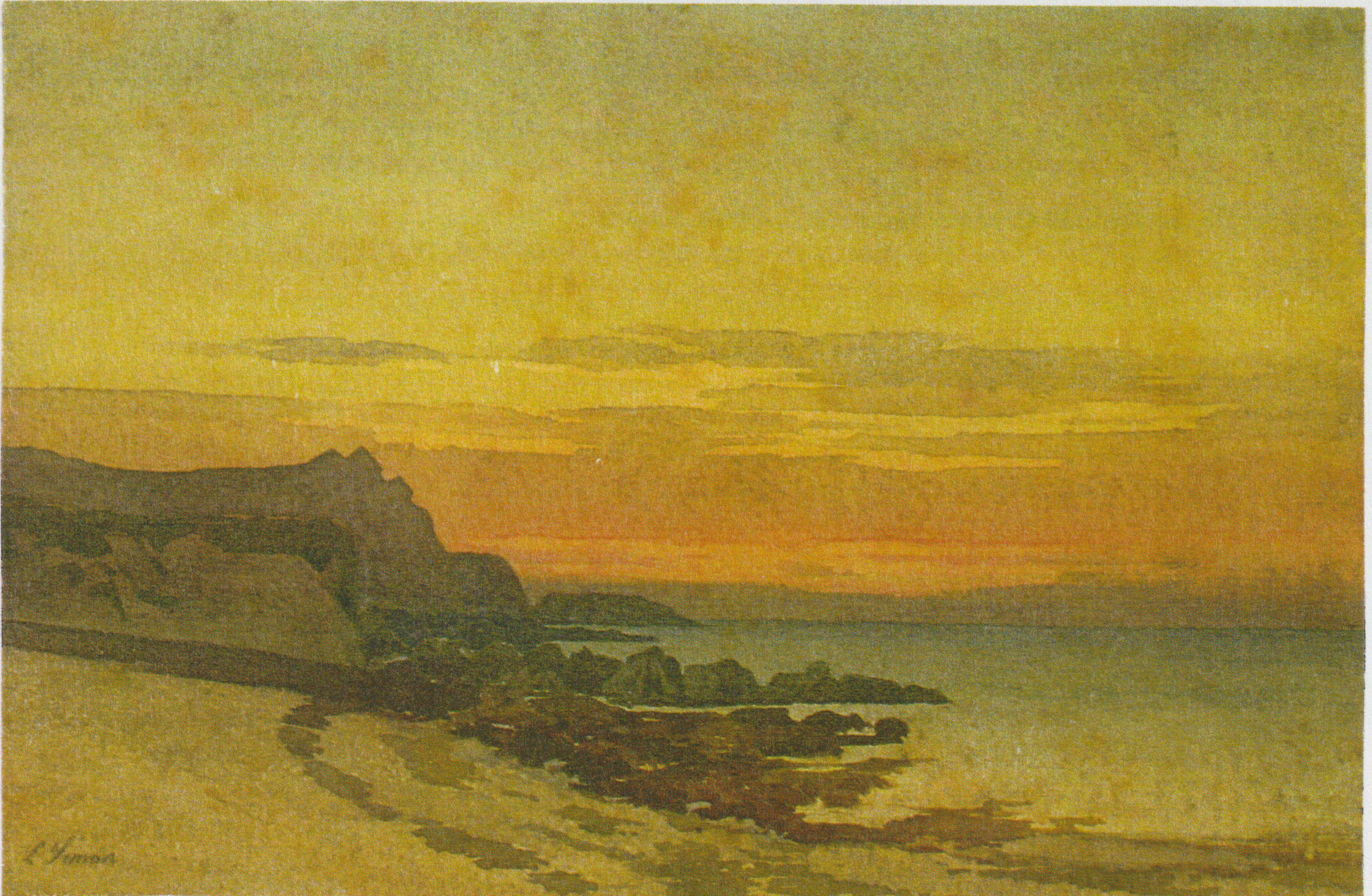
Léon Simon - Côte de Guernesey

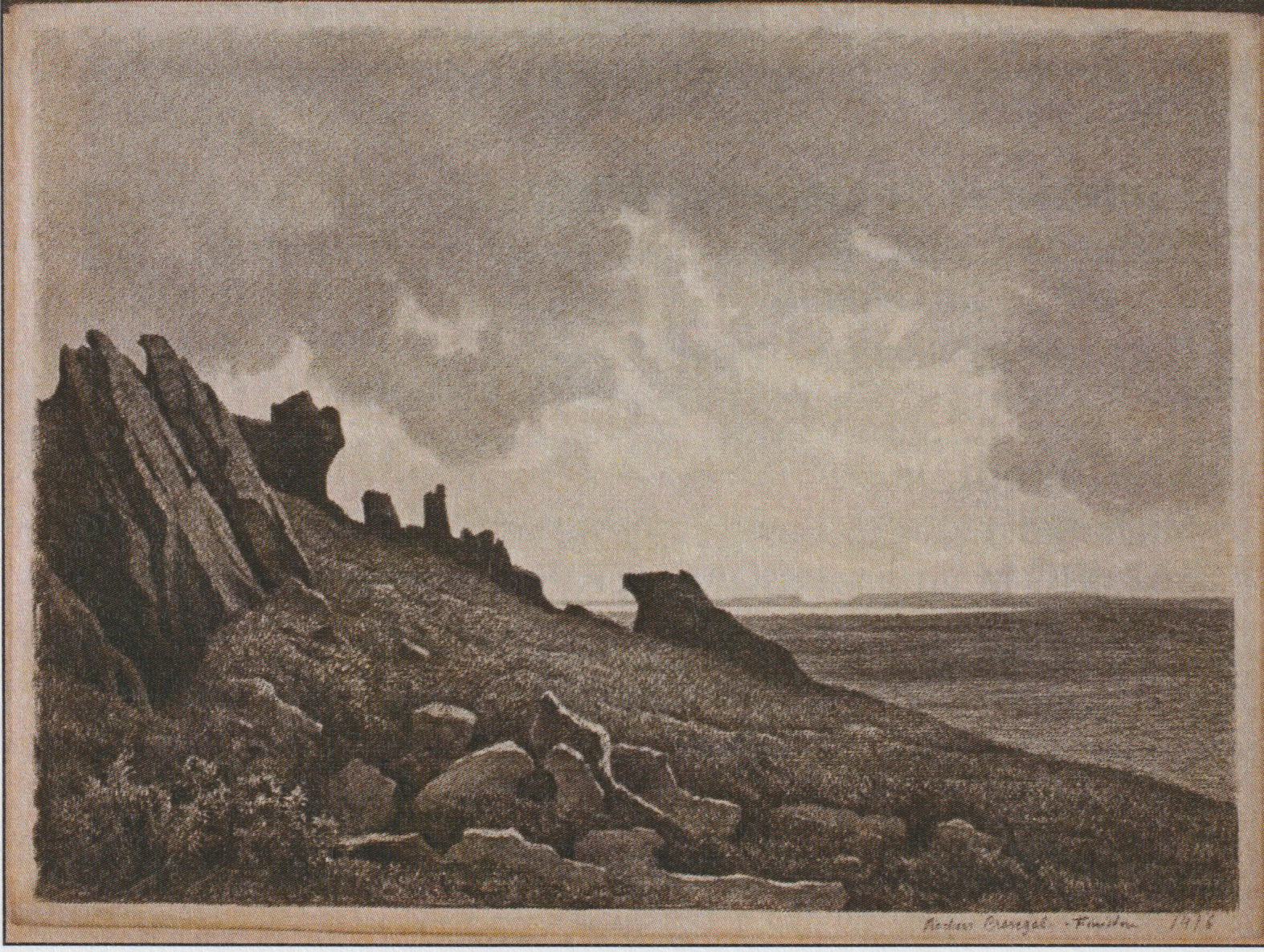
Léon SIMON - Le Roc'h Trevezel - fusain

L'œuvre de Léon Simon est considérable. Une centaine d'aquarelles et des milliers de fusains sont actuellement conservés. Toutefois, il y a peu de peinture, technique qu'il abandonne autour de 1870. Les musées d'Orsay (Paris), de la Cour d'Or (Metz), de Bourges et de Strasbourg possèdent nombre de ses oeuvres.  

### Aquarelles
- Le Roc'h Trevezel, le marais saint Michel et la rade de Brest, 1875, collection particulière.
- Guernesey, 1875, Musée de la Cour d'Or, Metz.
- Les Forges de Jœuf, 1883, Musée d'Orsay, Paris[3]
- Bord de rivière, collection particulière.

### Fusains
- Le Roc'h Trevezel, le marais saint Michel et la rade de Brest, 1875, Musée des Beaux Arts de Metz. (fusain préparatoire de l'aquarelle).
- Lac de Maree (Écosse), Musée de la Cour d'Or, Metz.
- Côtes de Bretagne,  Musée de la Cour d'Or, Metz.
- Marécage à Finstingen, 1836, Musée d'art moderne et contemporain de Strasbourg.
- Ormes et bouleaux en bord de Seille, collection particulière.

### Peintures
Bord de rivière près d'Arnaville, huile sur toile, collection particulière.